# 陳保泰 (明朝)
陈保泰，字子儆，福建晉江縣人，明朝政治人物。

## 生平
万历四十一年（1613年）癸丑科进士，授安福縣知縣，天啓元年（1621年）授浙江道監察御史，三年巡按广东。五年三月升浙江按察司副使，十二月被尚宝司卿吴殿邦弹劾去职。六年八月以刑科给事中苏兆先疏荐，起补浙江道御史，七年三月提督苏松等处学政，以亲老乞归养，卒。